# Schefflera sachamatensis
Schefflera sachamatensis är en araliaväxtart som beskrevs av José Cuatrecasas. Schefflera sachamatensis ingår i släktet Schefflera och familjen araliaväxter.
Artens utbredningsområde är Colombia. Inga underarter finns listade.